# Vang (Hedmark)
Pour les articles homonymes, voir Vang.
Vang est une ancienne ville norvégienne située dans le comté du Hedmark et faisant partie de la commune de Hamar. La ville a été une commune autonome de 1848 à 1992. Elle comptait alors environ 9000 habitants.

## Histoire
Le 1er janvier 1838, Vang devient un Formannskapsdistrikt (en). Ensuite en 1848, Vang est scindé d'Hamar et devient une commune autonome. La ville de Furnes (en) devient une commune séparée de Vang en 1891. Vang redevient une partie de la commune d'Hamar en 1992.

## Culture
La ville compte une église de Vang (no).

## Sports
Les championnats de Norvège de combiné nordique ont été organisés à plusieurs reprises dans la ville. La ville a ainsi organisé le Championnat du monde juniors de combiné nordique en 1989 (de). La ville compte un club de ski, le Vang Skiløperforening (no).

## Personnalités liées à la commune
- Abraham Pihl (no) (1756-1821), prêtre et astronome,
- Hanna Winsnes (1789-1879), femme de lettre,
- Paul Winsnes (no) (1794-1882), prêtre et représentant parlementaire,
- Matthias Stoltenberg (1799-1871), peintre norvégien,
- Martin Rønne (no) (1861-1932), voilier et explorateur polaire,
- Henriette Schønberg Erken (1866-1953), auteur de livres de cuisine,
- Werner Hosewinckel Christie (no), agronome,
- Henrik Andreas Broch (no) (1909-1976), ambassadeur,
- Andreas Zeier Cappelen (1915-2008), homme politique,
- Werner Christie (no) (1917-2004), héros de guerre et pilote de chasse,
- Tor Karseth (no) (1956-), chanteur et auteur,
- Thorstein Helstad (1977-), footballeur,
- Kaare Busterud et Arne Busterud (no), deux coureurs du combiné nordique.